# 邢塘街道
邢塘街道是中华人民共和国安徽省阜阳市临泉县下辖的一个街道办事处。

## 行政区划
邢塘街道下辖以下村级行政区划单位：
邢塘社区、南园社区、北园社区和西园社区。